# پارک ایالتی درخت بزرگ بلوط

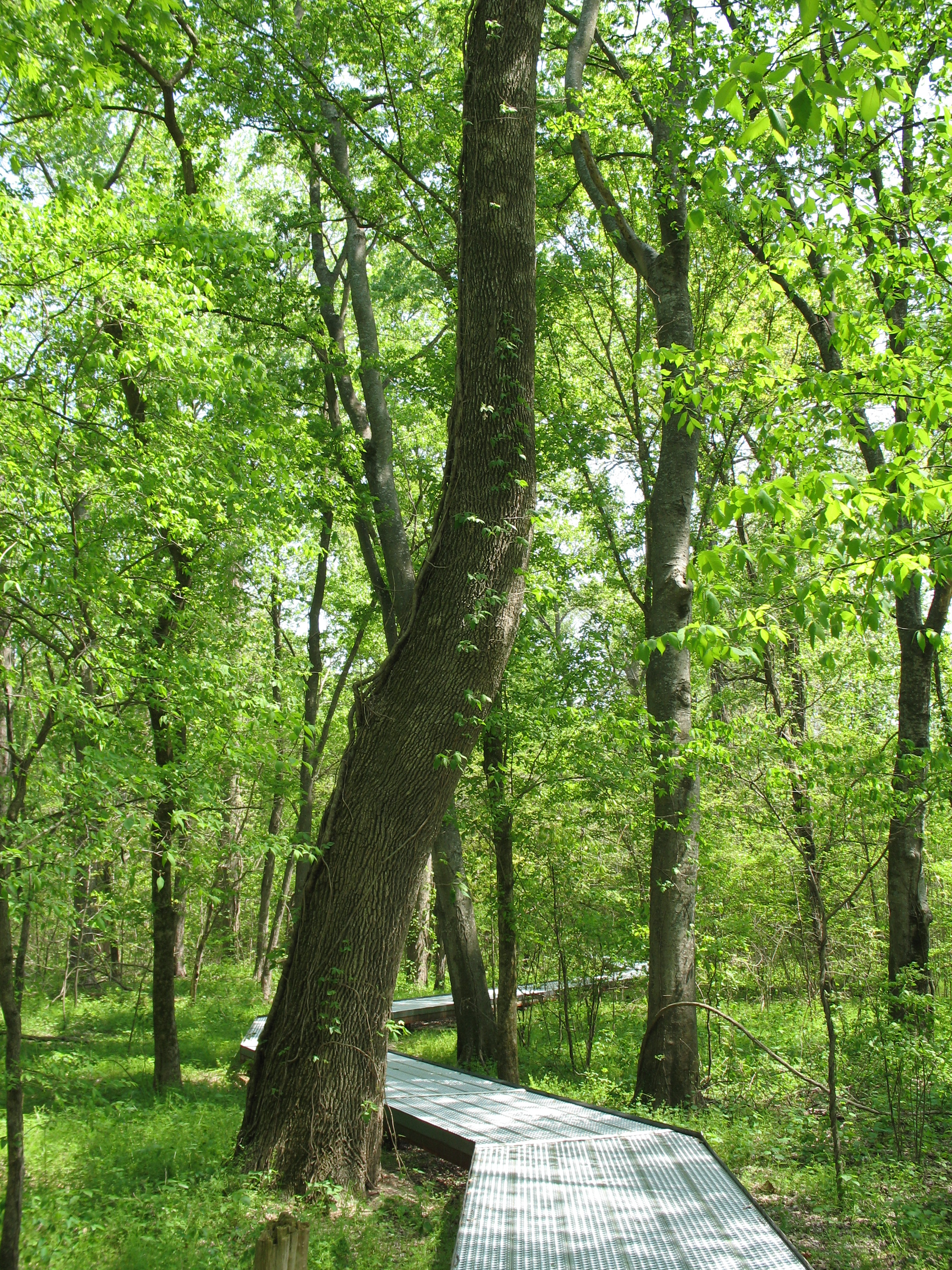

پارک ایالتی درخت بزرگ بلوط (به انگلیسی: Big Oak Tree State Park) پارکی طبیعی واقع در ایالت میزوری است.
این پارک که ۴ کیلومتر مربع وسعت دارد، در سال ۱۹۳۷ تأسیس گشت.